# Cratere Elaine
Elaine è un cratere sulla superficie di Mimas.